# Kaput et Zösky
Kaput et Zösky est une série de bande dessinée comique réalisée par Lewis Trondheim, dont la reprise graphique a ensuite été assurée par Éric Cartier. 
La série a été adaptée sous forme de série télévisée en 26 épisodes (78 segments) en coproduction France, États-Unis et Canada, diffusée du 2 septembre 2002 au 15 décembre 2003 sur Télétoon, ainsi que sur Nicktoons et France 3.

## Albums
Scénario de Lewis Trondheim, éd.Delcourt, coll. Delcourt Jeunesse. 
1. Les Zigouilleurs de l'infini, dessin de Lewis Trondheim, 2002.
2. Les Flinguizeurs du cosmos, dessin d'Eric Cartier, 2003.

### Documentation
- Virginie Greiner, « Betâ bloquant », BoDoï, no 55,‎ août-septembre 2002, p. 88.